# Bregtje Visser
Pour les articles homonymes, voir Visser.
Bregtje Visser est une entrepreneuse néerlandaise, née en 1981 d'un père entrepreneur et d'une enseignante active dans le bénévolat. Bregtje Visser a de nouveau changé ses prénoms en 2020, cette fois pour Yecatharina Anastasia Henriqua Wilhelmijn Elisabeth Hubregtje Raenate. Elle utilise désormais comme noms de famille Romanova van Oranje-Nassau pour exprimer sa philosophie de vie et lui donner de la visibilité. Sur son blog parcours spirituel marqué par plusieurs rencontres et une régression dans la vie antérieure, elle aurait pris conscience, entre autres, de la réincarnation de la grande-duchesse Anastasia Nikolaïevna de Russie, fille du tsar Nicolas II.

## Transition
De 2008 à 2014, Catherine Anastasia a suivi un processus de transition. Au cours de ce processus, comme toute personne transgenre, elle fait l'expérience de ce que signifie faire son propre coming out.
- 2010 Début de la thérapie hormonale
- 2012 Chirurgie faciale
- 2014 Chirurgie de réassignation sexuelle en Thaïlande avec le Dr Supporn

Grâce à sa carrière, elle est en mesure de payer elle-même toutes ces opérations. Elle estime que c'est très injuste et intente un procès à sa compagnie d'assurance. Ce procès se termine par une offre de règlement. En 2014, elle change son nom de naissance en Bregtje Catharina Reinate et sa désignation de genre. À l'époque, aux Pays-Bas, il n'était pas possible pour une personne transgenre de modifier son état civil avant de subir une opération de réassignation sexuelle.
Après son opération FFS, à bord d'un bus, elle a une vive altercation avec un contrôleur qui l'accuse de voyager avec le billet de quelqu'un d'autre. Elle est alors arrêtée par la police et mise en prison. Un policier lui dit : " Je ne comprends rien à ce que vous êtes ".

## Carrière professionnelle
En 2006, elle fonde plusieurs entreprises. Tout d'abord, elle fonde l'incubateur YEAH ! qui, à ce jour, facilite la tâche des jeunes entrepreneurs dans ce qui s'appelle désormais le launchcafe. Elle poursuit ensuite avec son partenaire Niek Huizenga en reprenant I-see.tv. Ce dernier devient une entreprise de médias employant environ 25 personnes. Cette entreprise a été fermée pendant la crise financière de 2008 en raison d'une baisse soudaine des commandes dans le secteur des médias. Elle met fin à l'activité de l'entreprise après une restructuration de la dette, qu'elle mène elle-même à bien.
Pendant la période de transition, elle commence à travailler en intérim à partir de 2011 pour diverses organisations à partir de son entreprise Laurentes et plus tard Quickfixx. Elle se forge ainsi une solide réputation et parvient à provoquer des changements majeurs dans les entreprises en peu de temps. Par exemple, elle participe au sauvetage et à la relance d'une entreprise de maintenance de chaudières à vapeur, met en place l'ensemble du portefeuille cloud pour l'enseignement supérieur et les universités affiliées à SURF, s'assure qu'un grand nombre de réseaux ont connecté les connexions de couche 2 à Netherlight afin que les données de l'enseignement supérieur et des universités puissent être échangées rapidement et en toute sécurité. Chez Vancis (filiale de SURF), elle professionnalise l'ensemble du portefeuille de produits en un an avant que Vancis ne soit vendue à Strikwerda en 2016. Elle a ensuite travaillé brièvement chez Wolters Kluwer en tant que product portfolio manager de Twinfield, puis comme portfolio manager chez Leaseweb pour le portefeuille Cloud jusqu'en mars 2017.

## Engagement en faveur des personnes transgenres
À partir de janvier 2016, en plus de sa carrière professionnelle, elle s'engage en faveur des personnes transgenres.
À partir de février 2016, son engagement assure le sauvetage financier de Transgender Network Netherlands après que cette organisation se soit retrouvée sans directeur pendant plus de deux ans, de 2014 à 2015, en raison d'une surcharge de travail. En l'espace de quelques semaines, elle a veillé à ce que l'ensemble des comptes financiers soient réorganisés. Transgender Network Netherlands a ainsi été sauvé de l'effondrement dans sa survie. En juin 2017, elle a démissionné de son poste de trésorière de TNN pour se consacrer pleinement à Gendertalent.

Elle a ensuite réuni toutes sortes de personnes et de partis autour du thème du travail. C'est ainsi qu'est née sa fondation Gendertalent (aujourd'hui Catharina Anastasia Foundation).
Le 26 juin 2016, elle a créé la fondation Gendertalent avec l'organisation TNN (Transgender Netwerk Nederland - l'organisation néerlandaise de défense des droits des minorités transgenres), le syndicat FNV et le COC Pays-Bas, dans le but de faciliter l'accès des personnes transgenres au marché du travail.
L'organisation propose également aux entreprises des formations sur les questions relatives aux transgenres et offre un soutien à la réintégration des personnes transgenres. Mme Visser explique : "Grâce à Gendertalent, je sais qu'à côté d'un grand groupe de personnes pour qui tout va bien, il y a beaucoup de personnes transgenres qui ne sont pas performantes au travail en raison de la discrimination, de la fatigue mentale ou des effets des hormones physiques. Elles ne travaillent pas, sont à temps partiel ou en dessous de leur niveau. Elles ont besoin d'être soutenues". À l'époque, une étude du Bureau de planification sociale et culturelle (SCP) montrait que 38 % des personnes transgenres aux Pays-Bas vivaient d'un supplément, contre 14 % pour le reste de la population.
Gendertalent est devenue une entreprise de réinsertion. Afin de professionnaliser l'entreprise, le conseil de surveillance a décidé, le 20 avril 2018, de transformer l'entreprise de réintégration en société et de séparer la propriété de l'entreprise du soutien aux organisations caritatives. C'est ainsi que l'organisation The Peoples Freedom Company B.V. a été créée, avec Genderness B.V. et Gendertalent B.V. et Genderhealthcare B.V., et que Genderjobs, la première agence de placement au monde pour les personnes transgenres, a vu le jour. Les actions seront placées dans une fondation de gestion afin de préserver le caractère non lucratif de l'organisation. En avril 2020, la fondation Genderwende est rebaptisée "Fondation Catharina Anastasia".
Début 2019, Catharina Anastasia est absente en raison de son expérience spirituelle. Cela provoque brièvement le chaos au sein de Gender Talent, ce que l'on peut également lire dans l'article publié par Follow the Money trois ans plus tard. Celui-ci met notamment en lumière ses premiers échecs commerciaux et la période de chaos chez Gendertalent. L'entreprise et la Fondation Catharina Anastasia réagissent et lancent une enquête. Celle-ci se compose de deux parties : Les faits financiers tels que présentés par Follow the Money. La première partie a été réalisée et est en ligne. Tous les faits y sont réfutés et étayés.
En 2021, Stepwork Transgender Care sera racheté et intégré à Genderhealthcare, l'institution de santé mentale. Cela permettra d'assurer la continuité des soins pour 430 clients. Selon un article paru dans le Dagblad van het Noorden, les différentes organisations transgenres ont émis de nombreuses critiques. Genderhealthcare a prévu de prendre en charge environ 450 clients d'ici à 2023 et de réduire la liste d'attente de 200 personnes. En outre, Genderhealthcare a résolu les ambiguïtés d'environ 1 200 personnes en attente.
La Genderhealthclinic, qui se concentre sur les soins médicaux spécialisés pour les personnes transgenres, sera créée en 2022. La clinique verra le jour à partir du 1er janvier 2023, se concentrant pour l'instant sur les soins hormonaux.

## Distinctions
En 2019, elle reçoit pour son travail une récompense de l'organisation Winq : le Gender Diversity Award.